# Ur-Namu

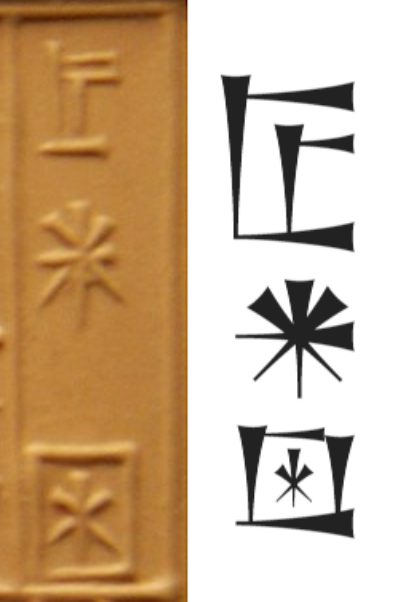
Nome de Ur-Namu em sumério

Ur-Namu (Ur-Nammu), "pai de Sulgi", foi o fundador da terceira dinastia de Ur e reinou de 2 112 a 2 095 a.C. Por volta de 2 100 a.C., expulsou os gútios e reunificou a região da Mesopotâmia que estava sob o controle dos acádios. Foi um rei enérgico, que construiu os famosos zigurates e promoveu a compilação das leis do direito sumério.

## Vida

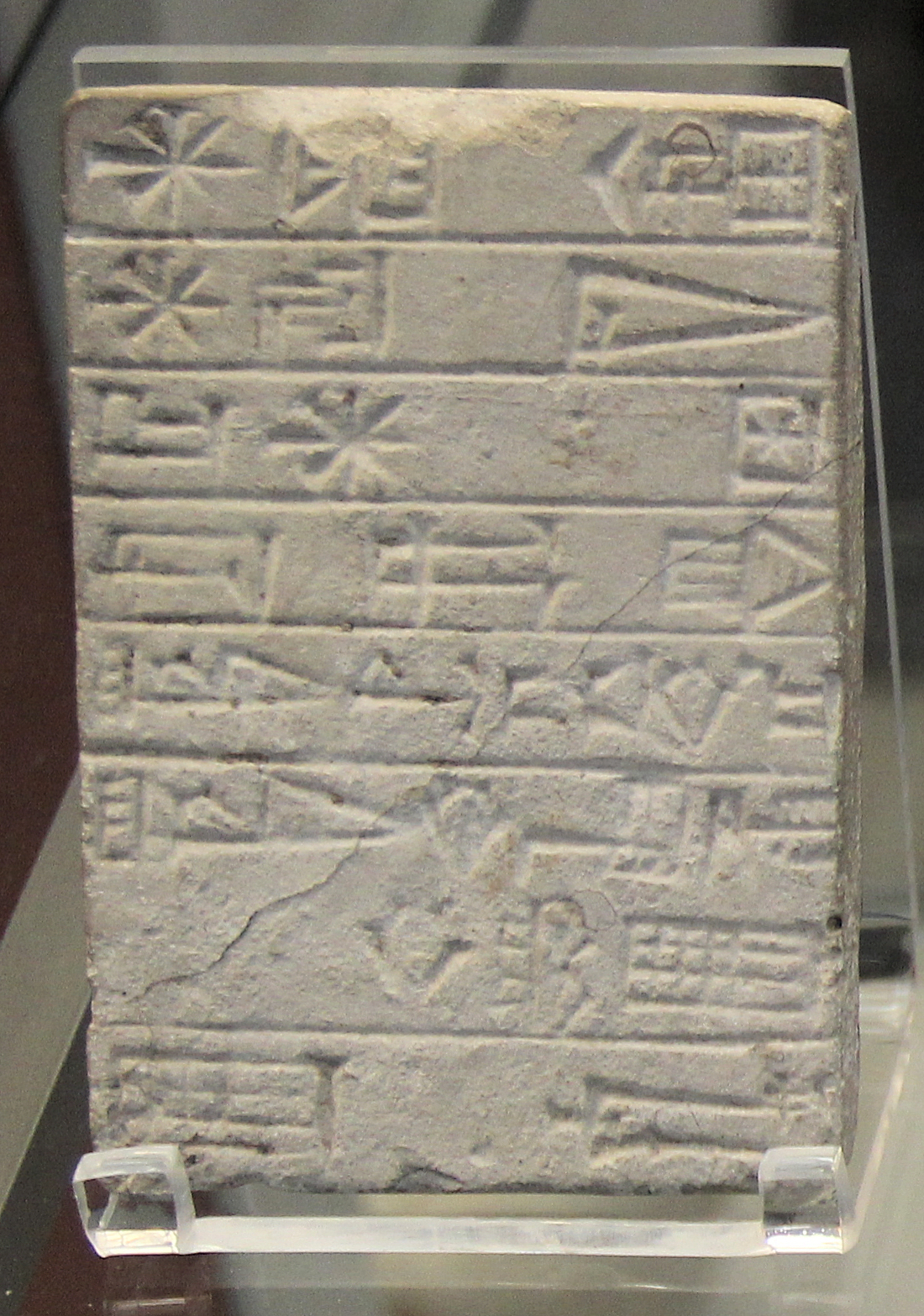
Estela de Ur-Namu que mostra a dedicação do rei ao Templo de Nim-Sum em Ur.

Ur-Namu foi o ambicioso governador de Ur na época em que seu antecessor Utuegal reinava a partir de Uruque, de quem usurpou o reino em 2 112 a.C. e governou por volta de 18 anos. Dezessete dos nomes de ano de seu reinado são conhecidos, mas a ordem deles é incerta. Iniciou seu reinado atacando e matando Namani, genro de Ur-Bau de Lagas, que evidentemente estava invadindo o território de Ur, sem dúvida com a ajuda de seus senhores gútios. O nome de um ano de seu reinado registra a devastação de Gutium, enquanto dois parecem comemorar suas reformas legais ("Ano em que o rei Ur-Namu ordenou os caminhos (do povo do país) de baixo para cima", "Ano em que Ur-Namu fez justiça na terra".
O Código de Ur-Namu (cerca de 2 040 a.C.), surgido na Suméria, descreve costumes antigos transformados em leis e a enfatização de penas pecuniárias para delitos diversos ao invés de penas tálicas. Considerado um dos mais antigos de que se tem notícias, no que diz respeito a lei, foi encontrado nas ruínas de templos da época do rei Ur-Namu, na região da Mesopotâmia (onde fica o Iraque atualmente).[carece de fontes?]
| “ | "O Código de Ur-Namu (...) foi descoberto somente em 1952, pelo assiriólogo e professor da Universidade da Pensilvânia, Samuel Noah Kromer. Nesse Código elaborado no mais remoto dos tempos da civilização humana é possível identificar em seu conteúdo dispositivos diversos que adotavam o princípio da reparabilidade dos atualmente chamados danos morais" | ” |

Ur-Namu, que reinou no período que se estendeu entre 2112 a 2 095 a.C., morreu em batalha e foi sucedido no trono pelo seu filho Sulgi.